# Pomnik Jana Pawła II w Szczecinie
Pomnik Jana Pawła II w Szczecinie – spiżowy posąg na postumencie z kostki granitowej, ustawiony na szczecińskich Jasnych Błoniach naprzeciw Pomnika Czynu Polaków, upamiętniający papieża Jana Pawła II i mszę odprawioną w tym miejscu 11 czerwca 1987 roku (III wizyta w Polsce).

## Historia
Gdy 11 czerwca 1987 roku papież Jan Paweł II odwiedził Szczecin w czasie III wizyty apostolskiej w Polsce (8–14 czerwca), odprawił mszę dla rodzin (homilia Praca nad pracą w odniesieniu do praw i wymagań życia rodzinnego), w której uczestniczyły setki tysięcy ludzi zgromadzonych na Jasnych Błoniach. Ołtarz polowy zbudowano obok  Pomnika Czynu Polaków (istniejącego od roku 1979). Rozpoczynając homilię Jan Paweł II powiedział:

Drodzy Bracia i Siostry, pragnę podziękować Szczecinowi, że nas powitał taką piękną pogodą, słońcem i wiatrem od morza…

W 1995 roku wydarzenie upamiętniono nadaniem placowi imienia Jana Pawła II i ustawieniem pomnika. Powstanie pomnika zainicjował Urząd Miasta Szczecin. Autorem projektu spiżowego monumentu jest Czesław Dźwigaj, profesor Akademii Sztuk Pięknych w Krakowie, twórca podobnych pomników w Goleniowie, Nowym Wiśniczu i Policach. Współautorem pomnika Jana Pawła II na Jasnych Błoniach jest szczeciński architekt Stanisław Latour.
Ze względów architektonicznych pomnik nie został ustawiony na miejscu ołtarza polowego z roku 1987, lecz po przeciwnej stronie placu, w pobliżu budynku Urzędu Miasta. Postać papieża jest zwrócona w kierunku północnym, w stronę placu, na którym w roku 1987 zgromadzili się uczestnicy mszy, i w stronę pomnika Czynu Polaków. W niedużej odległości za tym pomnikiem i ołtarzem polowym trwała wówczas budowa Seminarium Duchownego. Kamień węgielny, pochodzący z bazyliki św. Piotra w Watykanie, Jan Paweł II poświęcił w czasie drugiej podróży do Polski (Jasna Góra, czerwiec 1983), a wmurował w fundamenty nowego seminarium wkrótce po zakończeniu mszy na Jasnych Błoniach (w 1992 roku podniósł Diecezję Szczecińsko-Kamieńską do rangi Archidiecezji).

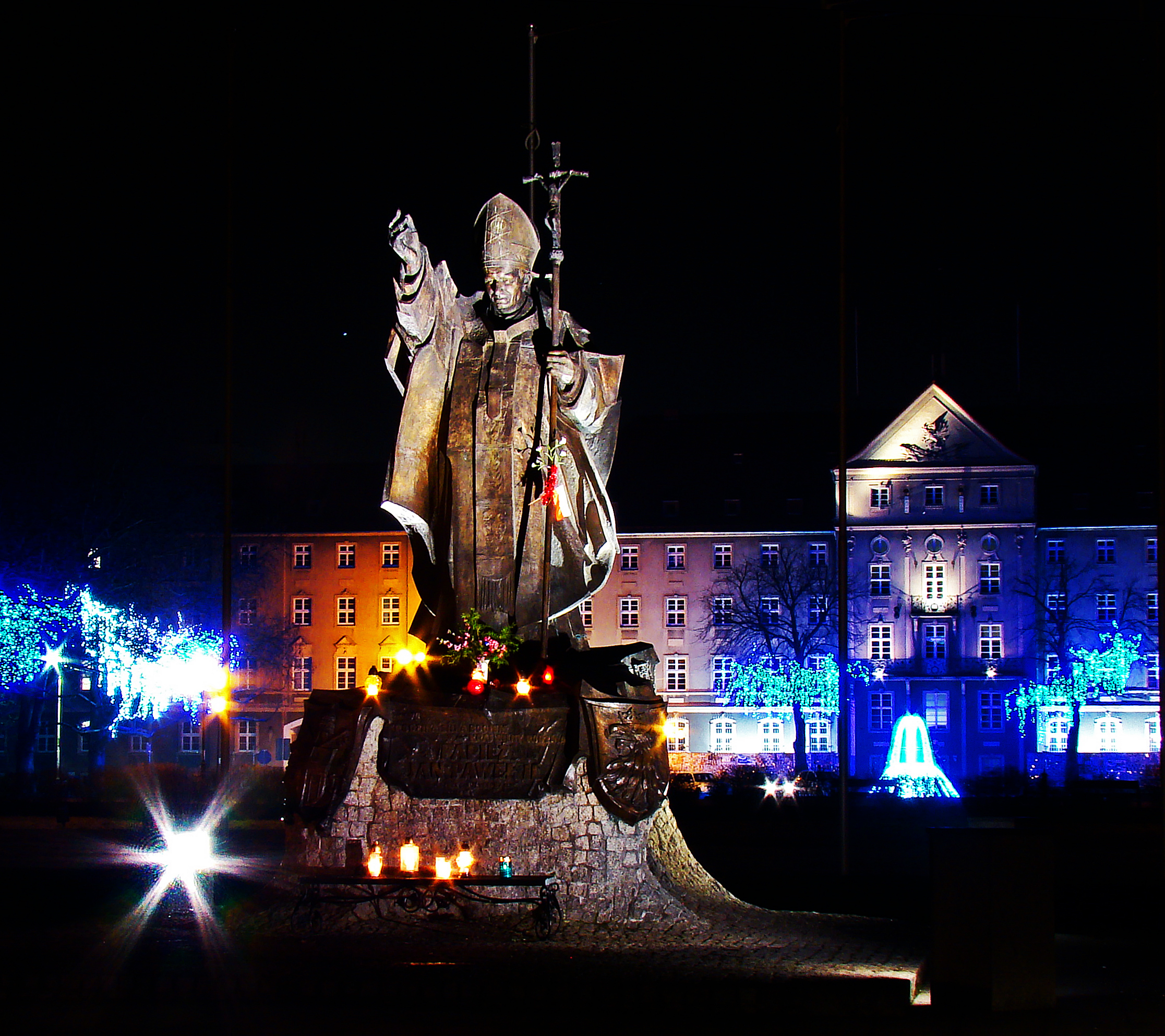
Iluminacja pomnika papieża Jana Pawła II

Pomnik odsłonięto 18 czerwca 1995 roku. Jego poświęcenia dokonał nuncjusz apostolski arcybiskup Józef Kowalczyk, a w uroczystości uczestniczył prezydent Lech Wałęsa oraz członkowie Konferencji Episkopatu Polski z prymasem Józefem Glempem.
Po śmierci Jana Pawła II w 2005 roku wokół pomnika na Jasnych Błoniach gromadziły się tłumy szczecinian, by oddać hołd zmarłemu. W kolejne rocznice śmierci Jana Pawła II pod pomnikiem odbywają się uroczystości o charakterze religijnym i artystycznym.

## Opis pomnika
Spiżowy posąg ma ok. 3 metrów wysokości i waży ok. 6 ton.
Papież, ubrany w szaty pontyfikalne z paliuszem i infułą, został przedstawiony jako kroczący po falach Święty Piotr, z pastorałem pątniczym w ręku, błogosławiący, idący pod wiatr („wiatr od morza” – nawiązanie do pamiętnej homilii). Podstawa pomnika, wykonana z kostki granitowej, została zwieńczona pokrywą z blachy spiżowej, uformowanej na kształt fal.
Kształt poziomego przekroju zwieńczenia cokołu pomnika odpowiada kształtowi granic diecezji szczecińsko-kamieńskiej.
Z przodu cokołu znajduje się herb papieski, herb Szczecina (gryf) oraz cytat z homilii wygłoszonej w dniu pobytu w Szczecinie: 

Rodzina silna Bogiem, Kraj silny Rodziną

Ze strony zachodniej umieszczono tablicę dedykacyjną z napisem: 

Ojcu Świętemu Janowi Pawłowi II

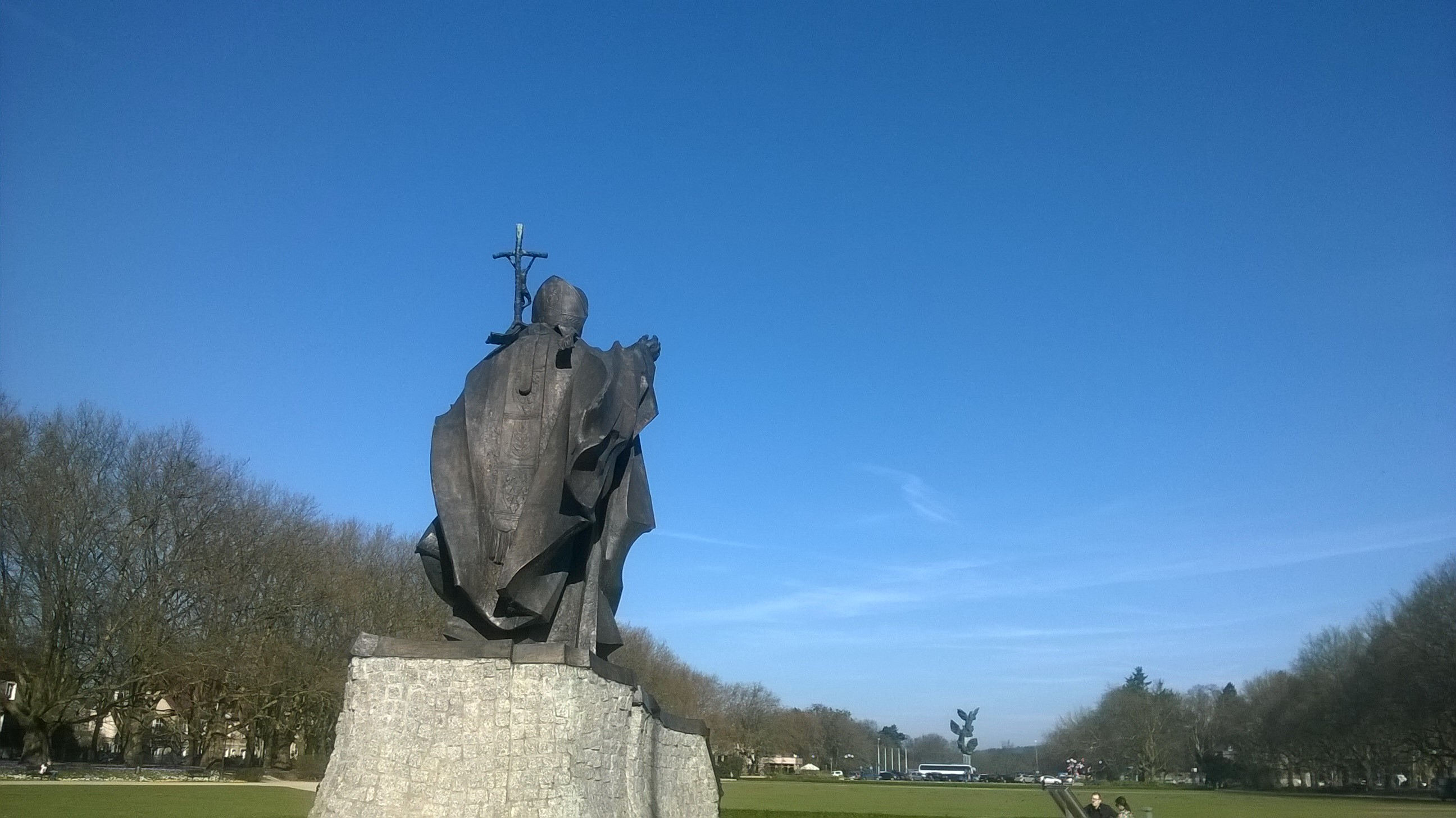
Pomnik Jana Pawła II – upamiętnienie mszy odprawionej w Szczecinie, na Jasnych Błoniach (w głębi – Pomnik Czynu Polaków, obok którego w czerwcu 1987 roku stał ołtarz polowy)

Społeczeństwo Pomorza Zachodniego 18 VI 1995